# Langsame störsichere Logik

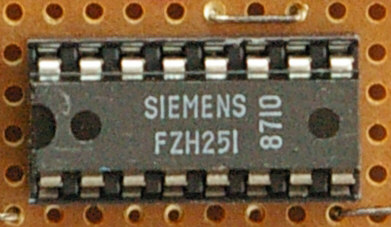
LSL-IC FZH251, hergestellt Anfang 1987

Langsame störsichere Logik (Abk. LSL, englisch low-speed logic), auch unter der Bezeichnung High Level Logic (HLL) oder High Threshold Logic (HTL) bekannt, ist eine veraltete elektronische Schaltungstechnik (Logikfamilie) für logische Schaltungen (Gatter). 

## Technik
LSL-Schaltungen wurden aus DTL-Schaltungen entwickelt. Durch die Erhöhung der Versorgungsspannung auf 15 Volt wurde die Störsicherheit durch einen höheren Signalabstand zwischen Low-Pegel und High-Pegel erhöht, aber andere Eigenschaften, wie die Signalgeschwindigkeit treten dabei in den Hintergrund. Mit Hilfe einer Z-Diode wird die Eingangsumschaltschwelle auf ca. 6 Volt angehoben. 
LSL-Schaltungen sind relativ langsam (Signallaufzeit ca. 200 ns) und wurden vor allem in den 1970er und 1980er Jahren eingesetzt. Ein typischer Schaltkreis dieser Logik ist der SAA1029 bzw. der vom Halbleiterwerk Frankfurt (Oder) nachgebaute Typ D410D. Die langsame störsichere Logik wird heute praktisch kaum mehr eingesetzt und hat ihre Bedeutung verloren.

## Aufbau

Aufbau eines NAND-Gatters in LSL-Technik
Type: FZH101A; P_{V} = 180 mW; t_{pd} = 175 ns

Die nebenstehende Abbildung zeigt ein dimensioniertes LSL-NAND-Gatter mit einer Betriebsspannung von 12 V, welche in realen Anwendungen häufiger vorkommt als 15 V, und einem Störabstand von etwa 5 V. Zur Erhöhung der Ausgangsbelastbarkeit (Fan-Out) wird am Ausgang eine Gegentaktendstufe vorgesehen. Durch die Verwendung langsamer Transistoren und einem außen anschaltbaren Kondensator kann die dynamische Störsicherheit noch weiter gesteigert werden, da sich der Kondensator nur langsam umlädt und so kurzzeitig auftretende Störspannungen unterdrückt, auch wenn diese Störspannungen größer sind als der vorgesehene Störabstand. Die Schaltzeiten werden hierdurch jedoch erheblich verlängert.

## Verwandte Logikfamilien
Verwandte Vorläufer-Logikfamilien der langsamen störsicheren Logik waren die Widerstands-Transistor-Logik (RTL) und die Diode-Transistor-Logik (DTL). Diese beiden Logikfamilien sind veraltet und werden heute praktisch nicht mehr eingesetzt. Die langsame störsichere Logik besitzt von der Struktur her einen ähnlichen Aufbau wie die Transistor-Transistor-Logik (TTL). Die TTL-Familie besitzt zahlreiche Unterfamilien und ist heute stark verbreitet.
Als weitere Logikfamilien ist noch die emittergekoppelte Logik (ECL) zu nennen, wobei heute ein stark rückläufiger Einsatz dieser Technologie zu verzeichnen ist. 
Weiterhin gibt es noch die komplementäre MOS-Logik (CMOS). Diese Logikfamilie ist derzeit stark verbreitet. 